# Liam Bridcutt
Liam Robert Bridcutt, né le 8 mai 1989 à Reading (Angleterre), est un footballeur international écossais qui évolue au poste de milieu de terrain à Blackpool.

## Biographie
Il est formé à Chelsea puis prêté dans de nombreux clubs, avant de signer pour Brighton & Hove Albion en août 2010. 
Le 31 janvier 2014, il rejoint le club de Sunderland. En novembre 2015, il est prêté jusqu'en janvier 2016 à Leeds United.
Le 16 août 2016, il s'engage avec Leeds United pour deux saisons.
Le 22 août 2017, Bridcutt signe un contrat de trois ans avec Nottingham Forest.
Le 7 août 2020, il rejoint Lincoln City, après avoir été prêté à l'équipe lors de la saison 2019-20.
Le 30 septembre 2022, il rejoint Blackpool.
Liam Bridcutt reçoit deux sélections en équipe d'Écosse. Il joue son premier match le 26 mars 2013, contre la Serbie, lors des éliminatoires du mondial 2014. Il est titulaire et son équipe s'incline 2-0. Il joue son dernier match le 29 mars 2016, en amical contre le Danemark (victoire 1-0).